# Pozuelo del Páramo
Pozuelo del Páramo ist eine Gemeinde (Municipio) mit 392 Einwohnern (Stand: 2024) in der Provinz León der Autonomen Gemeinschaft Kastilien-León. Die Gemeinde besteht neben dem namensgebenden Hauptort aus den Ortschaften Altobar de la Encomienda und Saludas de Castroponce.

## Geographie
Pozuelo del Páramo liegt etwa 59 Kilometer südsüdwestlich von León in einer Höhe von ca. 755 m. Durch die Gemeinde führt die Autovía A-6.

## Bevölkerungsentwicklung
| Jahr        | 1900 | 1950 | 1970 | 1981 | 1991 | 2001 | 2011 | 2021 |
| ----------- | ---- | ---- | ---- | ---- | ---- | ---- | ---- | ---- |
| Einwohner   | 1532 | 1508 | 1178 | 912  | 748  | 612  | 503  | 404  |
| Quelle: INE |      |      |      |      |      |      |      |      |

## Sehenswürdigkeiten
- Pelagiuskirche in Pozuelo del Páramo
- Salvatorkirche in Saludes de Castroponce

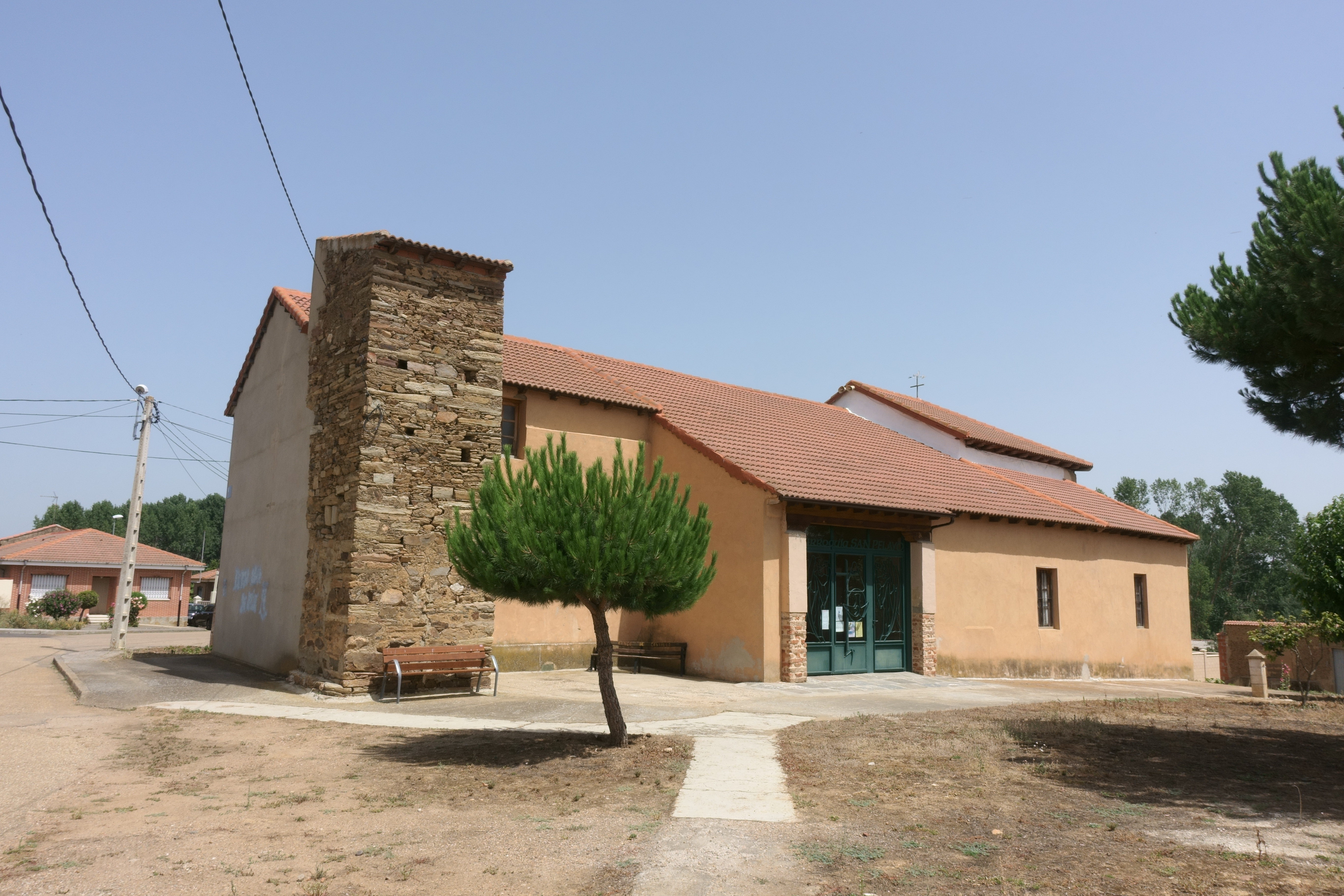
Pelagiuskirche
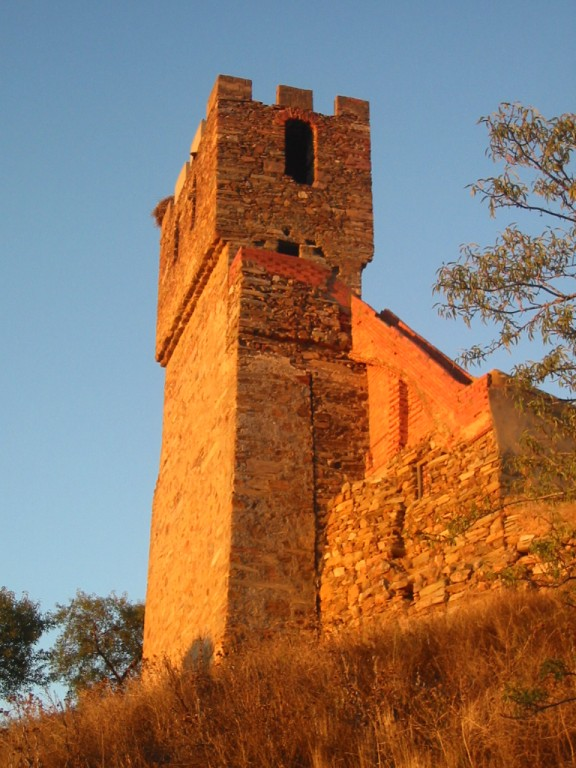
Salvatorkirche
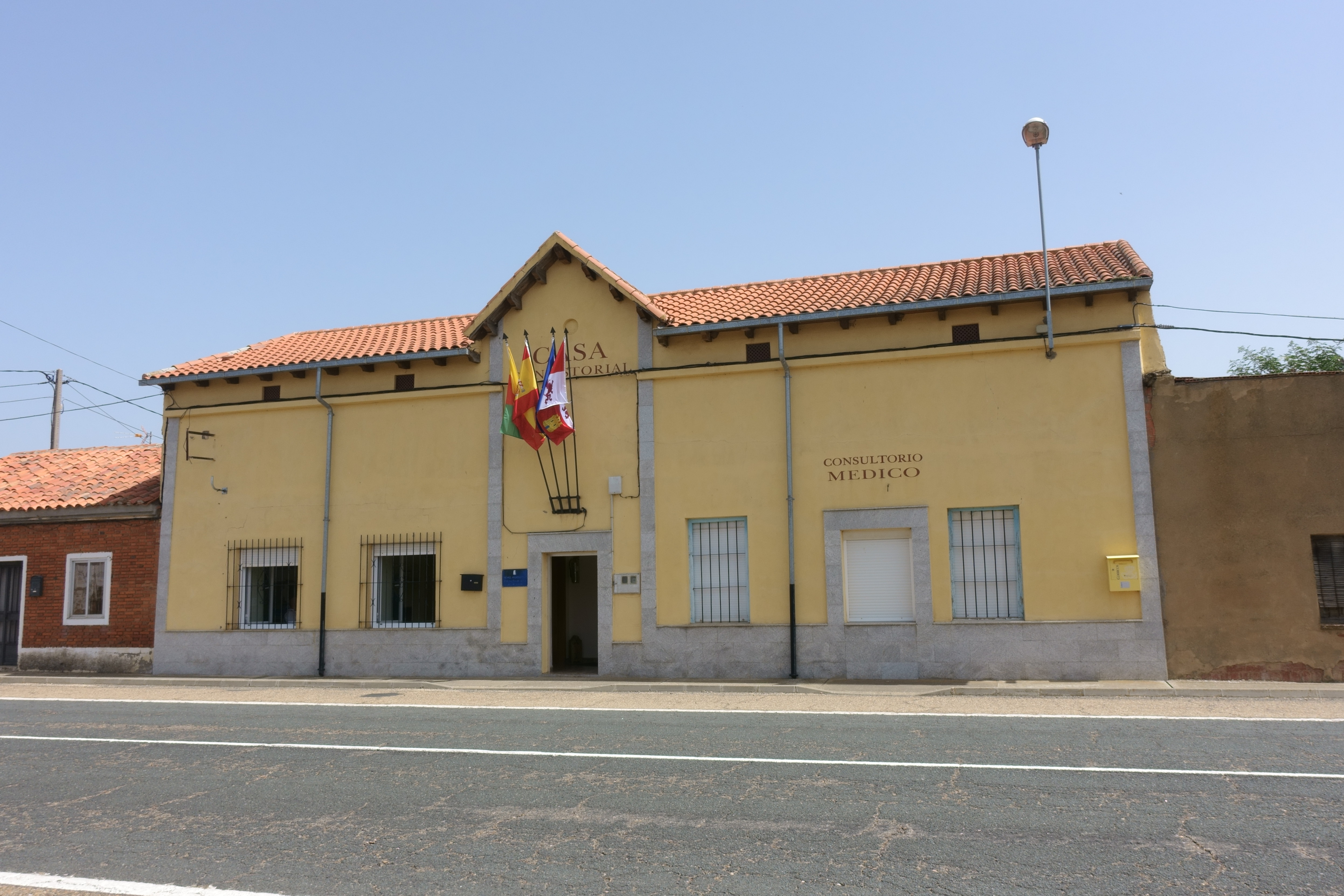
Rathaus